# Ptychadenidae
Ptychadenidae är en familj av groddjur som ingår i ordningen stjärtlösa groddjur (Anura). Enligt Catalogue of Life omfattar familjen Ptychadenidae 53 arter. 
Dessa groddjur förekommer i Afrika söder om Sahara.
Släkten enligt Catalogue of Life:
- Hildebrandtia, 3 arter.
- Lanzarana, 1 art.
- Ptychadena, 51 arter.